# 埃斯特科特
埃斯特科特是南非的城鎮，位於該國東北部，由夸祖魯-納塔爾省負責管轄，距離德爾班160公里，面積14.47平方公里，海拔高度1,196米，1991年人口13,958，人口密度每平方公里960人。

## 外部連結
- uMtshezi Local Municipality （页面存档备份，存于）